# Prasinocyma niveisticta
Prasinocyma niveisticta är en fjärilsart som beskrevs av Louis Beethoven Prout 1912. Prasinocyma niveisticta ingår i släktet Prasinocyma och familjen mätare. Inga underarter finns listade i Catalogue of Life.